# 폴 더밋
폴 더밋(Paul Dummett, 1991년 9월 26일 ~ )은 잉글랜드 태생의 웨일스 축구 선수이다. 현재 뉴캐슬 유나이티드와 웨일스 축구 국가대표팀에서 풀백으로 뛰고 있다.

## 수상 경력
뉴캐슬 유나이티드
- EFL 챔피언십: 2016-17